# Aeroportul Playa de Oro
Aeroportul Playa de Oro (IATA: ZLO, ICAO: MMZO) este un aeroport din Colima, Mexic ce deservește zona Manzanillo⁠(d). Aeroportul a fost tranzitat în 2023 de 172.212 pasageri.
Situat la o altitudine de 9 m, aeroportul dispune de 1 pistă. Este operat de Grupo Aeroportuario del Pacífico⁠(d).

## Infrastructură

### Piste
Aeroportul dispune de o singură pistă. Pista 10/28 are suprafața de asfalt și dimensiunile 2.193 m × 45 m. 